# STS-29
إس تي إس-29 (بالإنجليزية: STS-29)‏ الرحلة الثامنة والعشرون ضمن برنامج مكوك الفضاء لوكالة ناسا، والرحلة الثامنة على متن مكوك الفضاء ديسكفري، انطلقت الرحلة في 13 مارس 1989 من مركز كينيدي للفضاء، وهبطت بعد خمسة أيام في الفضاء بتاريخ 18 مارس في قاعدة إدواردز الجوية قبل يوم واحد من الموعد المقرر لتجنب الرياح المتوقعة، وهي ثالث رحلة بعد كارثة تشالنجر، كانت الرحلة لغاية ادخال تتبع بيانات ترحيل القمر الصناعي في المدار المتزامن مع الأرض، بلغ عدد الرواد المشاركين في الرحلة خمسة رواد.

## معرض صور

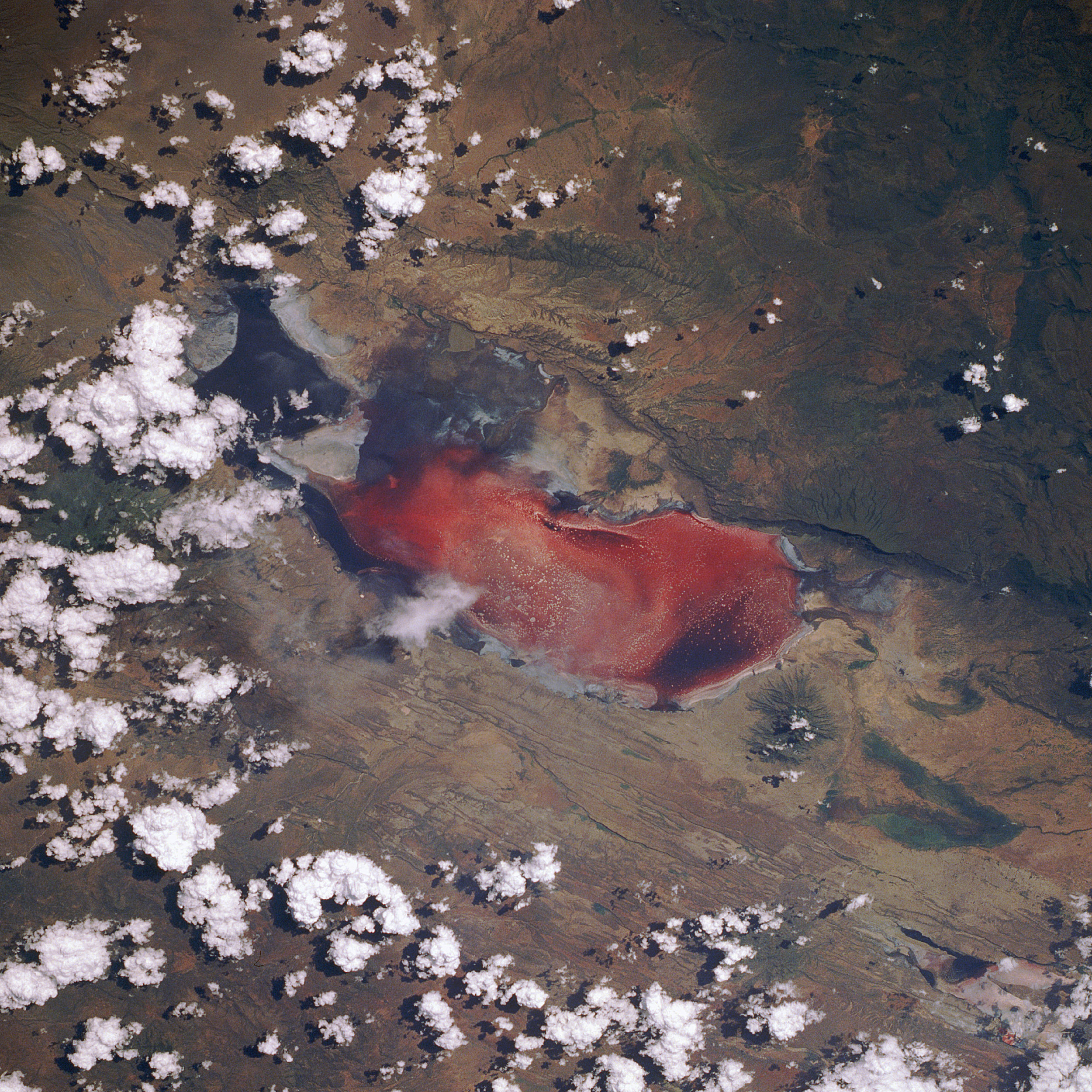
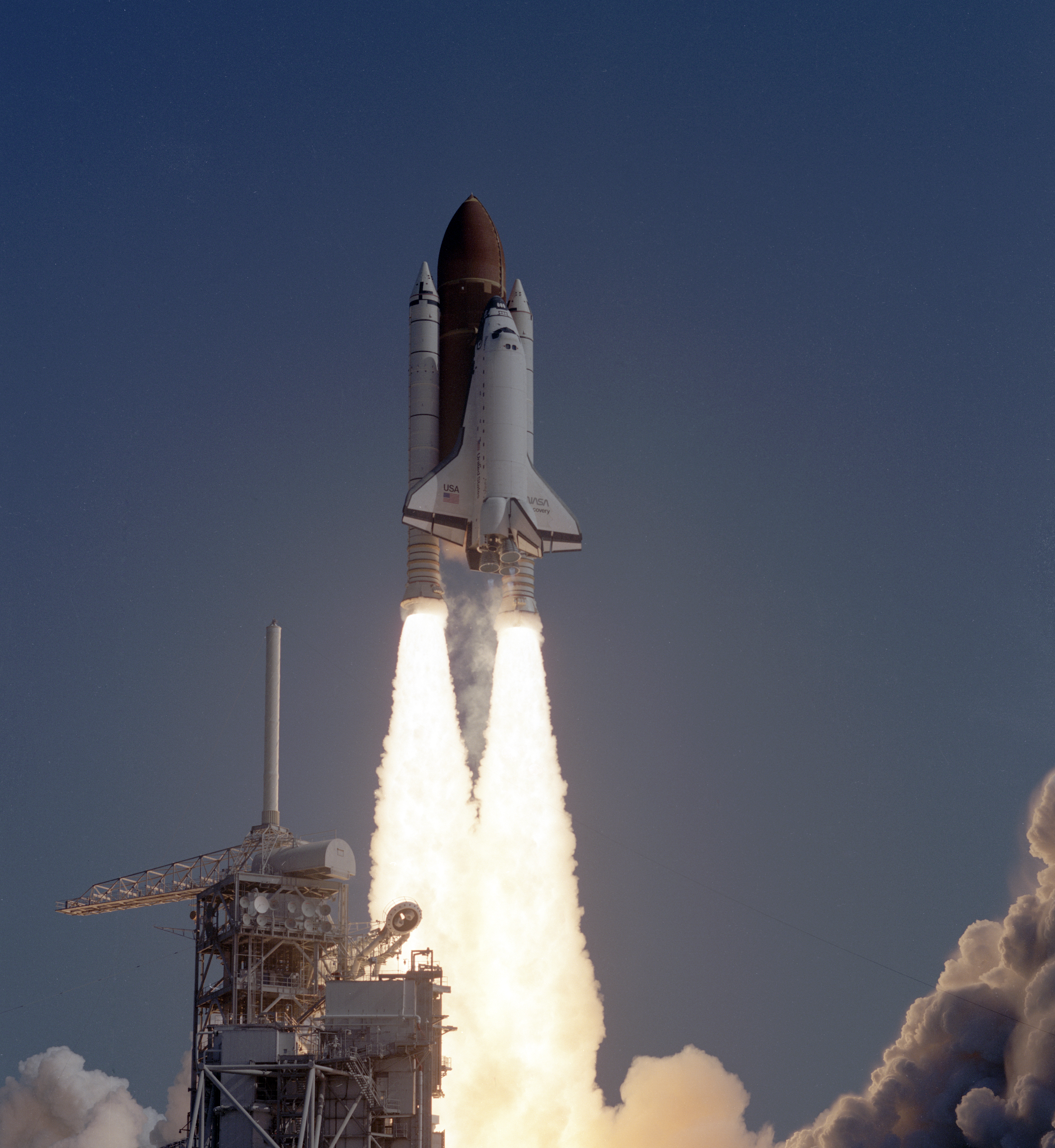
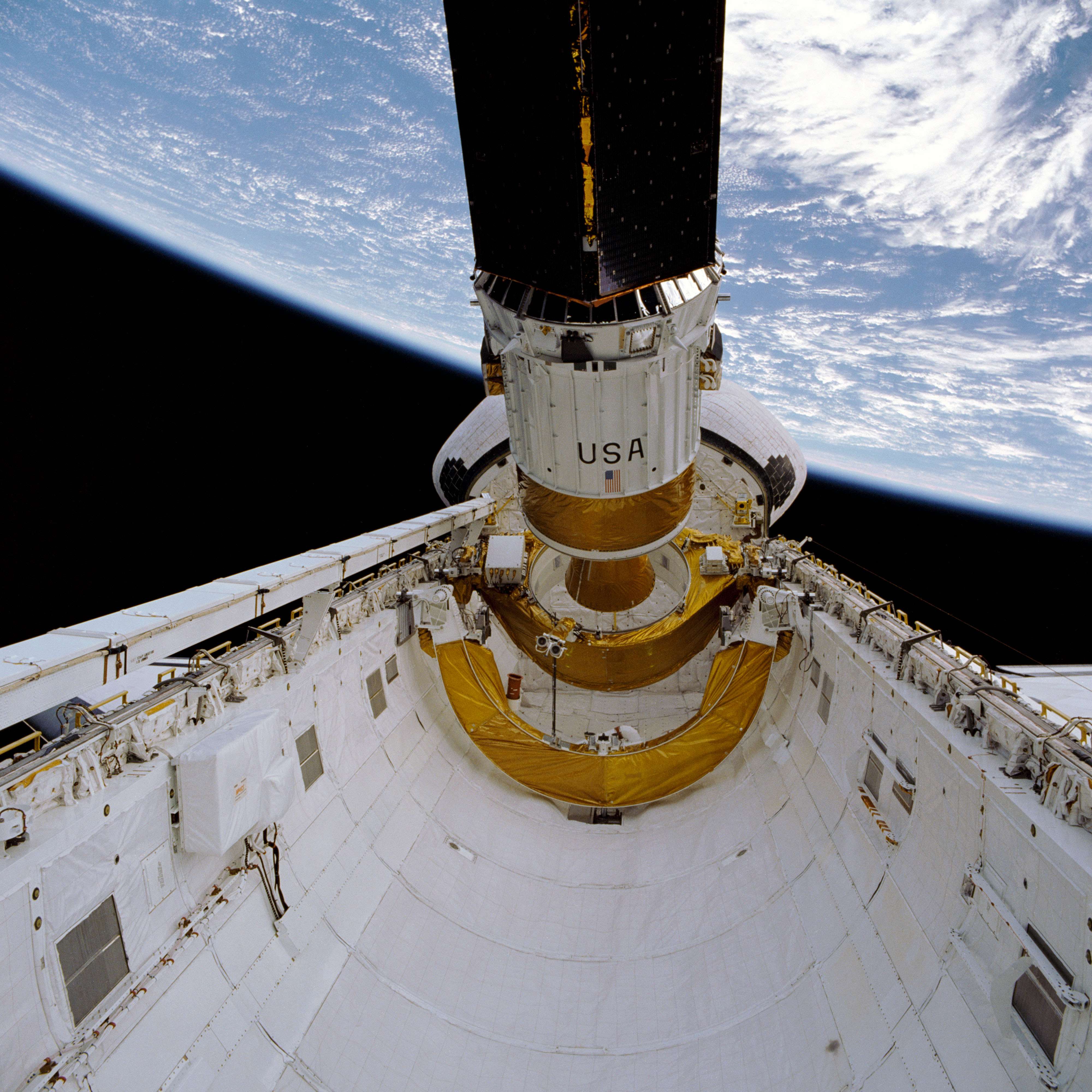
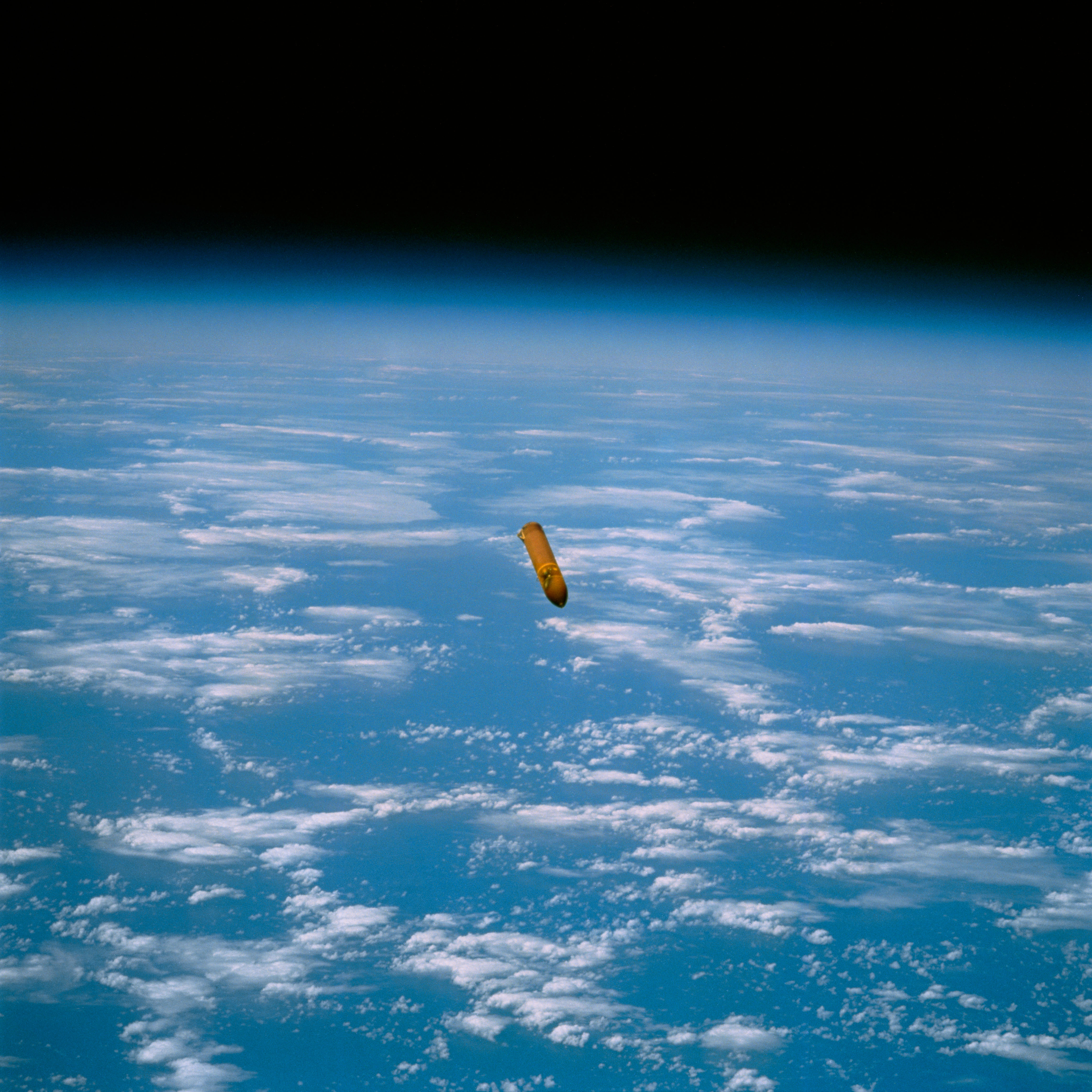